# Sexual Quest
Sexual Quest ist ein US-amerikanischer Erotikfilm des Regisseurs Austin Brooks, der 2011 als Fernsehproduktion für die Senderkette Cinemax gedreht wurde.

## Handlung
Jamie und ihr Verlobter nehmen sich vor, vor ihrer Heirat die eigenen sexuellen Phantasien auszuleben. Mit Hilfe ihrer Freunde setzen sie diesen Plan in die Tat um, um danach glücklich in Treue zusammenzuleben.

## Hintergrund
Produziert wurde der Film von der Produktionsgesellschaft Mainline Releasing für die Senderkette Cinemax. Mainline Releasing produziert hauptsächlich billig produzierte Erotikfilme. Der Film lief 2012 mehrfach auf verschiedenen Sendern und Sendeplätzen bei Cinemax.

## Rezeption
The Video Vacuum spricht keine Empfehlung für den Film aus. Die ungewöhnliche Wahl zweier asiatischer Darsteller für die zentralen Rollen des Pärchens wird herausgestellt. Negativ wird angemerkt, dass die meisten Sex-Szenen Charmane und ihren Verlobten zeigen und eine solche monogame Darstellung nicht dem üblichen Publikumsgeschmack entspricht. Außerdem wird die Leistung der Darsteller abwertend erwähnt, da diese anscheinend nicht überzeugend auftreten.